# استفان شاربونیه
استفان شاربونیِه (به فرانسوی: Stéphane Charbonnier); (۲۱ اوت ۱۹۶۷ – ۷ ژانویهٔ ۲۰۱۵) معروف به شارب (Charb) یک روزنامه‌نگار و کاریکاتوریست اهل فرانسه و سردبیر هفته نامه طنز فرانسوی شارلی ابدو بود. وی طی حادثه تیراندازی در دفتر شارلی ابدو به دست افراد مسلح به قتل رسید. شاربونیه هنگام مرگ، ۴۷ سال سن داشت. او به مرگ تهدید شده بود و تحت محافظت پلیس قرار داشت. بنا به گزارش‌ها وقتی که استفان شاربونیه به همراه دیگران در جلسه شورای سردبیری مجله بود، دو مهاجم نقابدار به دفتر مجله حمله کرده و با اسلحه کلاشنیکف آنها را به گلوله بستند.
کتابی از وی، تحت عنوان "Letters to the Swindlers of Islamophobia who play into the Hands of Racists" پس از مرگش منتشر شد. به گفته ناشر این کتاب شارب کتاب را دو روز پیش از کشته شدندش به پایان رسانده بود.